# Showmance
«Шоумены» (англ. Showmance) — второй эпизод американского музыкального телесериала «Хор», премьера которого состоялась 9 сентября 2009 года на телеканале Fox. Сценарий к серии написали Райан Мёрфи, Брэд Фэлчак и Иэн Бреннан, а режиссёром выступил Райан Мёрфи.

## Сюжет
Чтобы привлечь новых ребят, хор выступает на школьной сцене. Желание Рэйчел (Лиа Мишель) быть ближе к Финну (Кори Монтейт) заставляет её присоединиться к Клубу Воздержания, который тот посещает со своей девушкой Куинн (Дианна Агрон). Школьный психолог Эмма Пиллсбери (Джейма Мейс) испытывает симпатию к женатому Уиллу (Мэттью Моррисон), а в неё саму безнадёжно влюблён тренер Кен Танака (Патрик Галлахер). Беременность Терри (Джессалин Гилсиг) оказывается ложной, но она скрывает это от мужа. Черлидерши Куинн, Бриттани (Хизер Моррис) и Сантана (Ная Ривера) вступают в хор, чтобы стать там «ушами» и «глазами» своей наставницы Сью Сильвестр (Джейн Линч).

## Создание
Первый публичный показ серии «Шоумены» прошёл в июле 2009 года, на панели телесериала «Хор» на Comic-Con. Скотт Коллинз из Los Angeles Times написал небольшой отзыв о серии.

### Кастинг
Помимо основного актёрского состава первого сезона, в серии появились персонажи второго плана: Патрик Галлахер как футбольный тренер Кен Танака, Икбал Теба как директор Фиггинс, Дженнифер Аспен как Кендра Гиарди, Роми Роузмонт как Кэрол Хадсон, Кеннет Чои как доктор Ву, и Ная Ривера с Хизер Моррис как новые члены хорового клуба Сантана Лопез и Бриттани Пирс. Вэлори Хаббард появилась как специально приглашённая звезда в роли Пегги.